# Antdorf
Antdorf è un comune tedesco di 1 117 abitanti, situato nel land della Baviera.